# أدفايتا
أدفايتا (باللغة السنسكريتية: अद्वैत वेदान्त) هي كلمة تعني حرفياً لا ثنائي، هو أقدم مذهب فرعي تابع للفيدانتا، وهو مذهب تقليدي هندي قديم يتضمن نصوصاً مشروحة ومفسّرة، بالإضافة إلى سادهانا (ممارسة الرياضة الروحية).
تعد أدفايتا الأصل في اللامثنوية (اللاثنائية)، والتي تؤمن بعدم وجود ثنائي منفصل من الروح الداخلية (أتمان) والروح الظاهرية (براهمان)، بالتالي فهي تعطي تأويلاً موحّداً للجسد الكامل في الأوبانيشاد. بالتالي يقر مذهب أدفايتا أن براهمان هو الحقيقة الوحيدة، أما المثنوية بين النفس والعالم، أو بين الروح والمادة (انظر مسألة العقل - الجسد)، ما هي إلا ثمرة الوهم (مايا) أو الجهل (أفيديا). يتوق أتباع مدرسة أدفايتا إلى التحرر والخلاص موكشا من خلال اكتساب المعرفة (فيديا Vidyā).

## اقرأ أيضاً
- فيدانتا